# الیسا مینیاتی
الیسا مینیاتی (انگلیسی: Elisa Miniati؛ زادهٔ ۶ ژانویهٔ ۱۹۷۴) بازیکن فوتبال اهل ایتالیا است.
وی همچنین در تیم ملی فوتبال زنان ایتالیا بازی کرده‌است.